# Dans le sillage de Poséidon
Dans le sillage de Poséidon (titre original : Poseidon's Wake) est un roman de science-fiction, écrit par Alastair Reynolds en 2015. Il s’agit du troisième roman de la série Les Enfants de Poséidon.

## Résumé
L'action se passe au XXVIIe siècle, deux cents ans après les événements du roman Sous le vent d'acier.  

## Contexte politique
Le système solaire après l'effondrement du Mécanisme est organisé en quatre entités dirigées par des humains :
- Les Nations unies Aquatiques, qui occupent les océans de la Terre;
- Les Nations unies de la Superficie, qui occupent la surface de la Terre;
- Les Nations unies Orbitales, représentant l'orbite terrestre et la Lune;
- La Consolidation, regroupant l'espace et les autres planètes jusqu'au Nuage de Oort

Mars, a été conquis par les machines qui y mènent leur propre évolution. La planète entière est interdite aux humains. Le machines ne peuvent la quitter.
Creuset, la planète habitable du système de 61 Virginis, à 29 années de lumière de la Terre, a été colonisée par les humains 200 ans auparavant.
Les Gardiens, gigantesques artefacts d'origine extraterrestre, en orbite autour de Creuset, sont partis et se sont installés dans les autres systèmes solaires colonisés par les humains.
Les M-bâtisseurs, sont une mystérieuse civilisation extraterrestre, antérieure aux Gardiens de peut-être plus d'un milliard d'années. Ce sont eux qui ont construit le Mandala de Creuset et ont aussi laissés de gigantesques structures dans le système de Gliese 163.

## Principaux personnages
- Mposi Akinya, le fils de Chiku Verte, est membre du parlement de Guochang sur Creuset.
- Ndege Akinya, la sœur de Mposi, est en rétention après avoir été jugée comme responsable de la catastrophe qui a détruit l'holovaisseau Zanzibar  en activant le Mandala de Creuset.
- Goma Akinya, la fille de Ndege.
- Ru Munyaeza, la compagne de Goma, surveille les éléphants tantors sur Creuset
- Kanu Akinya, le fils de Chiku Jaune est ambassadeur des Nations unies Aquatiques sur Mars en 2640.
- Eunice Akinya, est la fondatrice de la dynastie Akinya, elle est décédée à la suite d'un voyage intersidéral deux cents ans plus tôt, mais la reconstruction de sa personnalité a été installée dans un robot qui était passager clandestin du Zanzibar.

## Autres personnages
- Swift, est un robot, ambassadeur des machines de Mars.
- Arethusa, est venue sur Creuset, obligée de croître du fait des manipulations génétiques qui l'empêche de vieillir, elle nage dans les océans de la planète
- Gandhari Vasin est la capitaine du vaisseau Travertine.
- Nissa Mbaye, est l'ancienne compagne de Kanu Akinya.
- Dakota, est la chef des tantors. Elle a été emmenée dans le système de Gliese 163 avec Chiku verte et Eunice Akinya par un Gardien, en contre-partie de l'autorisation donnée aux humains pour s'installer sur Creuset.